# Општина Милишауци (Сучава)
Милишауци (рум. Milişãuţi) општина је у Румунији у округу Сучава.
Oпштина се налази на надморској висини од 317 m.